# Sant Feliu de Terrassola
Sant Feliu de Terrassola és una església romànica de Santa Maria d'Oló (Moianès) inclosa a l'Inventari del Patrimoni Arquitectònic de Catalunya.
Documentada des de l'any 927 i totalment restaurada el 1970, és un edifici de dues naus paral·leles separades per tres grans arcs sobre pilars dels quals arrenquen els arcs torals que reforcen la volta. Les dues naus estan rematades per dos absis semicirculars, orientats cap a llevant. En el segle xiii s'hi afegí una massissa torre campanar quadrada.
En la restauració del 1970 s'aprofitaren les pedres de la propera església de Sant Martí de Puig-ermengol, que s'havia enderrocat el 1959. Pràcticament tot el segon absis de Sant Feliu de Terrassola prové d'aquella església.

## Descripció
La seva planta presenta dues naus paral·leles, amb dos absis semicirculars a llevant. La nau del cantó sud és més ampla i alta que l'altra i es constitueix com a nau principal. L'absis que l'encapçala és també el més gran i presenta una decoració a partir de tres series de tres arcuacions cegues flanquejades per bandes llombardes; en cada tram s'hi obren tres finestres de doble esqueixada. La decoració llombarda també apareix en l'absis més petit. La capçalera que avui veiem no és l'original; en el segle xviii el temple fou molt transformat i es canvià l'orientació d'aquest. El campanar és obra de finals del segle xii o principis del xiii. La nau principal és coberta amb encavallades de fusta i per una teulada a doble vessant, mentre que la secundària ho és amb volta de canó. Els absis són coberts amb volta de quart d'esfera. L'aparell és molt regular i els carreus es disposen en filades. L'estat de conservació és molt bo.
Pica baptismal de pedra arenosa amb forma semiesfèrica i amb la base escapçada. La seva alçada externa total és de 73cm mentre que la interna és de 48cm. El diàmetre extern és de 90cm i l'intern de 76cm. Tret d'una estria acanalada a manera de corda, molt malmesa, que ressegueix la part superior a uns 5cm dels extrems, hom no hi reconeix més elements decoratius. Uns encaixos perforats en el gruix de la pedra devien servir per sostenir la tapa avui desapareguda. Es recolza sobre una peanya troncocònica de 20cm d'alçada amb un diàmetre de 30cm a la base i 40cm a la part superior.

## Història

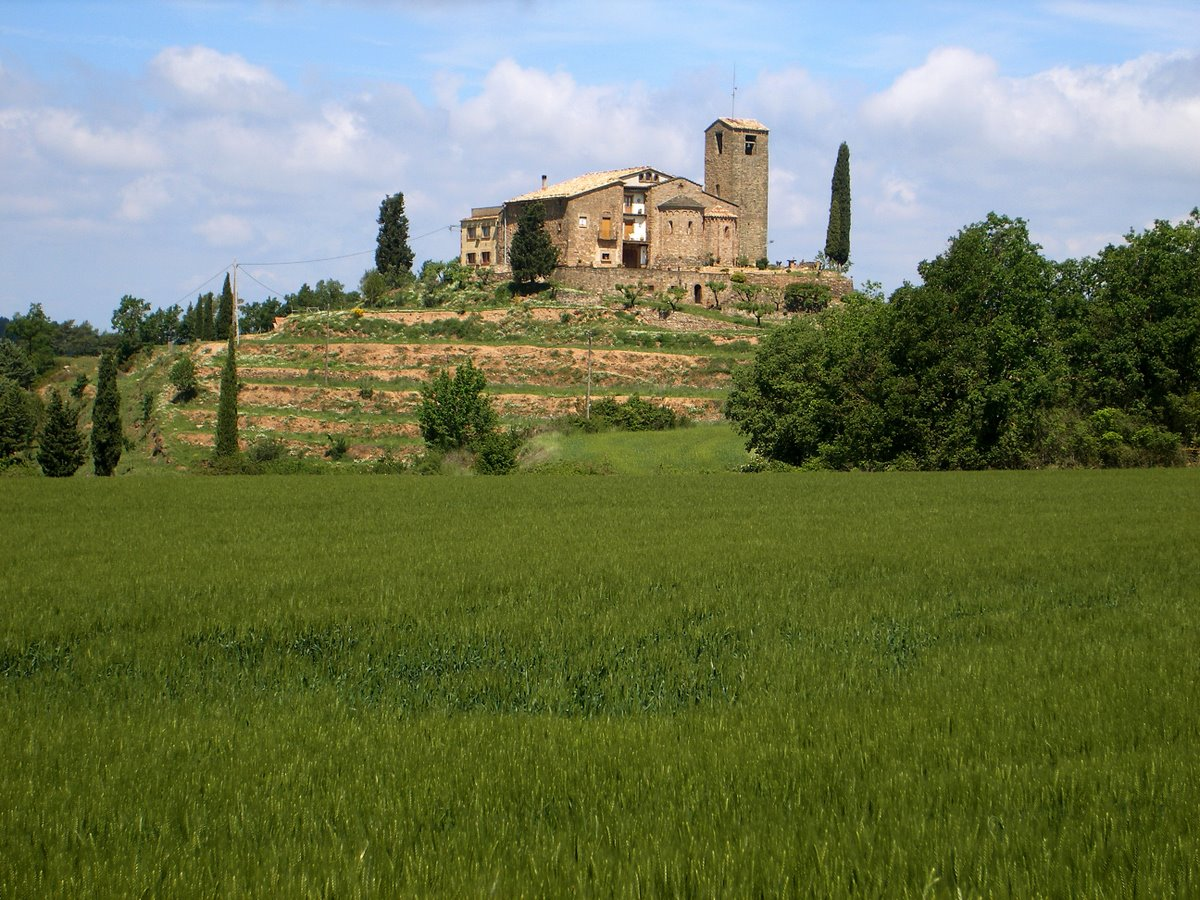
Sant Feliu de Terrassola, dalt del seu turó

L'església es trobava dins l'antic terme del castell d'Oló al sector est del terme. És documentada a partir del 927 com a Sant Feliu in Centas. Cap al 1080, a l'església de S.Mª de l'Estany es fundà una canònica agustiniana i al 1086 Gondalgude i els seus parents donaren al monestir de l'Estany l'església de Sant Feliu. El temple romànic fou consagrat el 1093 i depengué de la canònica regular; al extingir-se aquesta passà a dependre de la secular de l'Estany, fins al 1775 que s'ordenà la seva desaparició, que es feu efectiva el 1809. A finals del segle xviii, cap al 1787, es va fer una profunda reforma arquitectònica a l'església. Entre 1974-77 l'edifici ha estat restaurat pel servei de catalogació i conservació de monuments de la Diputació de Barcelona i s'han aprofitat pedres de la capella de Sant Martí de Puig-ermengol. Actualment l'església es troba oberta al culte i com a parròquia de Terrassola.
La pica baptismal era originàriament d'una sola peça però arribà al segle XX molt malmesa, hi mancava un 30%, fou restaurada el 1984 restituint la forma original. No hi ha acord en la seva datació, se situa tant al segle xiii com en època preromànica.